# ترمستیری اتنئو
ترمستیری اتنئو (به ایتالیایی: Tremestieri Etneo) یک کومونه در ایتالیا است که در استان کاتانیا واقع شده‌است. ترمستیری اتنئو ۶٫۵ کیلومتر مربع مساحت و ۲۱٬۵۶۸ نفر جمعیت دارد و ۴۰۰ متر بالاتر از سطح دریا واقع شده‌است.